# Iñigo Larrainzar
Iñigo Larrainzar Santamaría (ur. 5 czerwca 1971 w Pampelunie) – piłkarz hiszpański grający na pozycji prawego obrońcy. W swojej karierze raz wystąpił w reprezentacji Hiszpanii.

## Kariera klubowa
Karierę piłkarską Larrainzar rozpoczął w klubie CA Osasuna. W 1989 roku zaczął grać w rezerwach tego klubu w Segunda División B. W 1990 roku awansował do kadry pierwszego zespołu. 30 stycznia 1990 zadebiutował w Primera División w przegranym 0:1 wyjazdowym spotkaniu z Rayo Vallecano. 24 lutego 1990, w swoim trzecim spotkaniu ligowym, z Atlético Madryt (2:1), strzelił swojego pierwszego gola w lidze. W Osasunie występował do zakończenia sezonu 1992/1993.
Latem 1993 Larrainzar przeszedł z Osasuny do Athleticu Bilbao. W nim swój debiut zanotował 4 września 1993 w zwycięskim 4:1 domowym meczu z Albacete Balompié. W zespole z Bilbao przez kolejne lata był podstawowym zawodnikiem. W sezonie 1997/1998 przyczynił się do wywalczenia przez Athletic wicemistrzostwa Hiszpanii. Jesienią 1998 wystąpił ze swoim klubem w fazie grupowej Ligi Mistrzów. W Athleticu grał do 2003 roku. Rozegrał w nim łącznie 251 ligowych spotkań, w których strzelił 6 goli.
W 2003 roku Larrainzar odszedł z Athleticu do drugoligowej Córdoby. W sezonie 2004/2005 spadł z tym klubem do Segunda División B. Po spadku Córdoby zakończył karierę piłkarską.
| Sezon   | Klub            | Kraj      | Rozgrywki          | Mecze | Bramki |
| ------- | --------------- | --------- | ------------------ | ----- | ------ |
| 1989/90 | CA Osasuna      | Hiszpania | Primera División   | 10    | 1      |
| 1989/90 | CA Osasuna B    | Hiszpania | Segunda División B | ?     | ?      |
| 1990/91 | CA Osasuna      | Hiszpania | Primera División   | 31    | 2      |
| 1991/92 | CA Osasuna      | Hiszpania | Primera División   | 34    | 3      |
| 1992/93 | CA Osasuna      | Hiszpania | Primera División   | 36    | 3      |
| 1993/94 | Athletic Bilbao | Hiszpania | Primera División   | 37    | 0      |
| 1994/95 | Athletic Bilbao | Hiszpania | Primera División   | 25    | 1      |
| 1995/96 | Athletic Bilbao | Hiszpania | Primera División   | 39    | 0      |
| 1996/97 | Athletic Bilbao | Hiszpania | Primera División   | 39    | 1      |
| 1997/98 | Athletic Bilbao | Hiszpania | Primera División   | 34    | 2      |
| 1998/99 | Athletic Bilbao | Hiszpania | Primera División   | 15    | 0      |
| 1999/00 | Athletic Bilbao | Hiszpania | Primera División   | 14    | 2      |
| 2000/01 | Athletic Bilbao | Hiszpania | Primera División   | 25    | 1      |
| 2001/02 | Athletic Bilbao | Hiszpania | Primera División   | 19    | 0      |
| 2002/03 | Athletic Bilbao | Hiszpania | Primera División   | 5     | 0      |
| 2003/04 | Córdoba CF      | Hiszpania | Segunda División   | 34    | 0      |
| 2004/05 | Córdoba CF      | Hiszpania | Segunda División   | 6     | 0      |

## Kariera reprezentacyjna
Swoje jedyne spotkanie w reprezentacji Hiszpanii Larrainzar rozegrał 19 stycznia 1994 przeciwko Portugalii. Był to mecz towarzyski, w którym padł remis 2:2. Larrainzar grał także w reprezentacji U-20, U-21 i U-23 oraz w reprezentacji Kraju Basków.